# Ronni Hawk
Ronni Hawk , nascida Veronica Faith Hawk,(Boca Ratón, 9 de setembro de 1999) é uma atriz norte-americana, que ficou conhecida por interpretar Rachel Diaz na série do Disney Channel A Irmã do Meio, Wendy na série da The CW Legacies e Olívia na série original Netflix, On My Block.

## Vida Pessoal
Hawk tem quatro irmãos; seus dois irmãos mais velhos eram de casamento anterior.  Ela expressou interesse em estudar arqueologia. Hawk está envolvida no grupo humanitário The Thirst Project. 

## Carreira
Hawk começou a dançar aos cinco anos de idade. Quando ela fez doze anos, ela entrou em atuação e começou a aparecer em vários comerciais. Ela começou a modelar na Flórida até que seu treinador sugeriu que ela se expandisse para atuar, então ela e sua família mudaram-se para Los Angeles para exercer papéis. Depois de estrelar uma série de curtas-metragens, ela finalmente conseguiu o papel de Rachel em A Irmã do Meio para o Disney Channel.  No meio da terceira temporada, Hawk deixou o show com sua personagem tendo saído para Paris, França, para a faculdade. Ela assinou contrato para estrelar a série Netflix On My Block. 

## Filmografia

### Televisão
| Ano       | Título         | Papel       | Notas                                                             |
| --------- | -------------- | ----------- | ----------------------------------------------------------------- |
| 2014      | Playing Hooky  | Leah        | Episódio: "Playing Balls"                                         |
| 2016–2018 | A Irmã do Meio | Rachel Diaz | Elenco Principal (1ª e 2ª temporada); Participação (3ª temporada) |
| 2018      | On My Block    | Olivia      | Elenco Principal                                                  |
| 2019      | Legacies       | Wendy       | Participação                                                      |